# 楊注
杨注（?—?），字文臺，唐朝同州冯翊县（今陕西省大荔县）人，杨收之弟杨严的第二子，杨涉的弟弟。
杨注在唐僖宗中和二年（882年）进士登第。唐昭宗时，历任考功员外郎、刑部郎中、知制诰，正拜中书舍人，天祐元年（904年）六月初三，唐昭宗命通议大夫、中书舍人、赐紫金鱼袋杨注可充翰林学士。官至户部侍郎。唐哀帝时，其兄杨涉为宰相，天祐二年（905年）三月廿八，皇帝下敕：“翰林学士、户部侍郎杨注是宰臣杨涉亲弟，兄既秉于枢衡，弟故难居宥密，可守本官，罢内职。”杨注于是避嫌辞内职，守户部侍郎。